# Bryconops inpai
Bryconops inpai är en fiskart som beskrevs av Knöppel, Junk och Géry, 1968. Bryconops inpai ingår i släktet Bryconops och familjen Characidae. Inga underarter finns listade.